# Le Ham, Mayenne

Le Ham este o comună în departamentul Mayenne, Franța. În 2009 avea o populație de 435 de locuitori.